# Kurt Aeschbacher

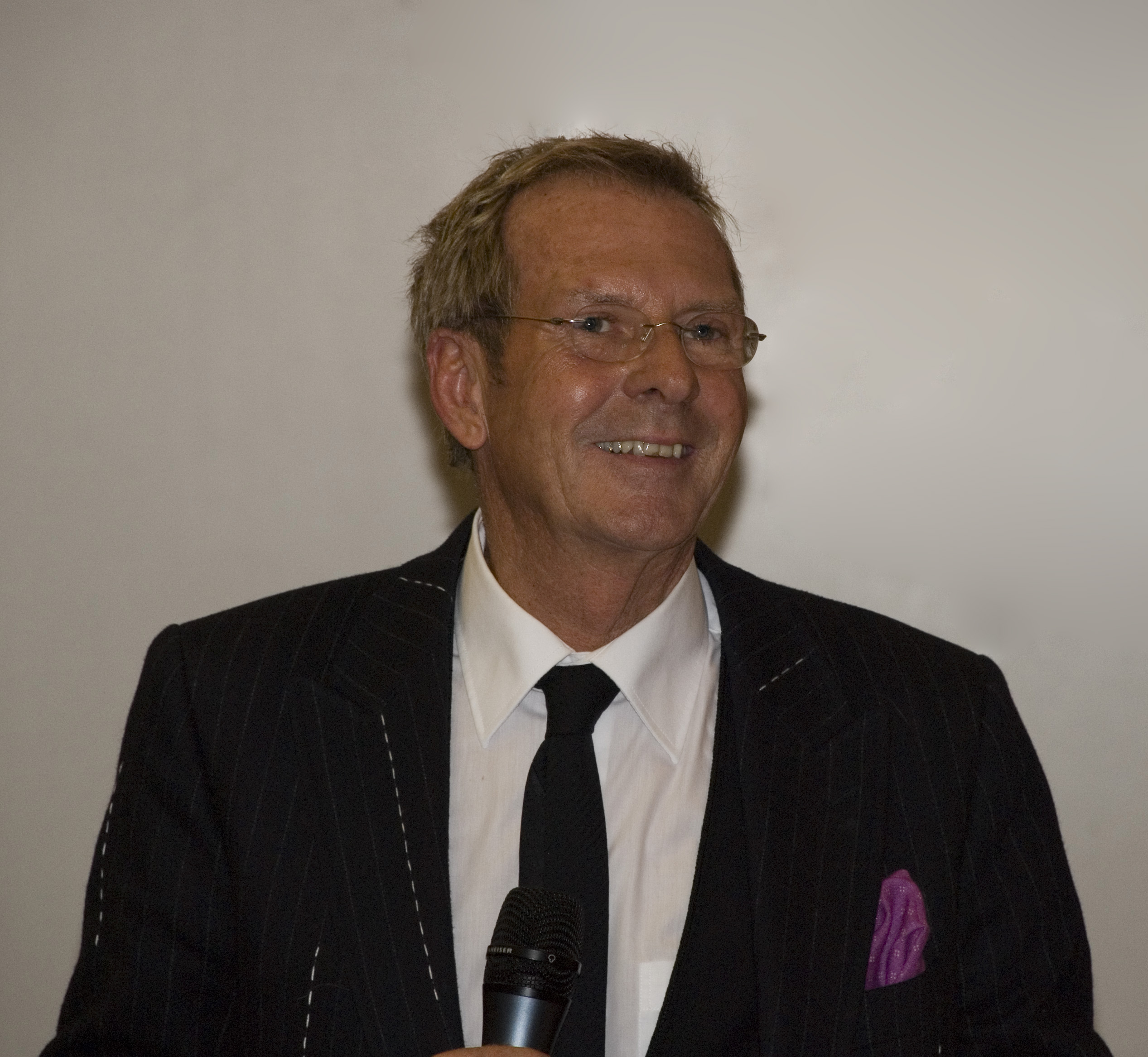
Kurt Aeschbacher (2008)

Kurt «Aeschbi» Aeschbacher (* 24. Oktober 1948 in Bern) ist ein Schweizer Fernsehmoderator.

## Leben
Aeschbacher wuchs in Bern im Quartier Breitenrain auf. Die Matura absolvierte er am Gymnasium Kirchenfeld. Nach seinem Wirtschaftsstudium an der Universität Bern, das er mit dem Lizenziat abschloss, arbeitete er in einem Architekturbüro, dann als Vizedirektor der Grün 80. Beim Schweizer Radio und Fernsehen war er ab 1981 als Redaktor und Moderator tätig, zunächst für das Vorabendmagazin Karussell, später bei Sendungen wie Grell-pastell, Casa Nostra oder City-Trends.
Ab 2001 leitete er seine wöchentliche Talkshow Aeschbacher, in der er jeweils vier Gäste zu ihrem Leben befragte. Ihr berndeutscher Slogan lautet: Aeschbacher – diä Sändig, womä niä numä us Längwili luägt (Aeschbacher – die Sendung, die man nie nur aus Langeweile anschaut). Ab Sommer 2006 wurde anstelle der Talksendung Aeschbachers Sommerjob ausgestrahlt, eine Reportage über einen Arbeitstag als «Schnupperlehrling». Im Frühling 2009 präsentierte er ausserdem sechs Sendungen Liebesgeschichten. Nach 18 Jahren wurde am 30. Dezember 2018 die letzte Sendung seiner Talkshow Aeschbacher ausgestrahlt. Nach eigenen Angaben waren es insgesamt 785 Sendungen.
Aeschbacher betreibt im Zürcher Industriequartier die Labor-Bar, wo jeweils seine Talksendung aufgezeichnet wurde, und war von 2004 bis 2006 Teilhaber des auf Suppen und Eintöpfe aus aller Welt spezialisierten Themen-Restaurants Zuppamundial.
In einem Artikel vom 26. April 2005, anlässlich der Volksabstimmung über das Partnerschaftsgesetz, schrieb der Tages-Anzeiger, dass das Coming-out bekannter Persönlichkeiten wie Aeschbacher «einen wichtigen Beitrag zur grösseren Akzeptanz» von Homosexualität geleistet habe. Aeschbacher nahm auch an verschiedenen Kundgebungen zugunsten des neuen Gesetzes teil. Er selber habe schon in der vierten oder fünften Primarschule festgestellt, dass ihn Knaben mehr interessierten als Mädchen. Nach dieser grossen Verunsicherung habe er gelernt, ein Doppelleben auszuhalten. Während des Studiums hatte er auch richtige Freundinnen, er hatte sich jedoch schon vor der Matur gegenüber seiner Mutter geoutet gehabt. Das öffentliche Outing erfolgte während der Eröffnung des Planet-Hollywood-Restaurants in Zürich am 12. Oktober 1997.
Aeschbacher ist der erste UNICEF-Botschafter für die Schweiz. Im September 2006 erhielt er den Schweizer Fernsehpreis der Programmzeitschrift TV Star in der Kategorie National für seine Talkshow, die Sommerserie Aeschbachers Sommerjob und für seinen Blog.
Im Jahr 2012 übernahm Aeschbacher das Magazin 50plus.
Beim Eurovision Song Contest 2014 war er Punktesprecher für die Schweiz.
Aeschbacher ist seit 2013 mit Leonardo Reinau liiert. Obwohl Aeschbacher normalerweise sein Liebesleben für sich behält, sprach er in der Sendung Arena des Schweizer Fernsehens am 8. November 2019 davon, dass er seinen Freund heiraten möchte. Seit 2020 leben sie in einer eingetragenen Partnerschaft.

## Auszeichnungen (Auswahl)
- 45. Prix Walo – Publikumsliebling